# America in Concert (Santa Barbara)
America in Concert is de titel van een tweetal livemuziekalbums van de Amerikaanse band America. Dit artikel betreft het album met de registratie van het concert in Santa Barbara (Californië).
Na deze live-registratie uit 1985 wordt het een tijd stil rond America, het lijkt erop dat ze uit de gratie zijn gevallen in het postpunktijdperk. Pas 9 jaar na de opname van dit concert volgt een nieuw album.

## Musici
- Gerry Beckley – zang, gitaar;
- Dewey Bunnell – zang, gitaar;
- Michael Woods - zang, gitaar;
- Brad Palmer - basgitaar en zang;
- Willie Leacox - drums.

## Composities
1. Tin man
2. I need you
3. The border
4. Sister golden hair
5. Company
6. You can do magic
7. Ventura Highway
8. Daisy Jane
9. A horse with no name
10. Survival